# Llufríu
Llufríu (oficialmente y en catalán Llofriu) es un núcleo de población perteneciente al municipio de Palafrugell, en la comarca del Bajo Ampurdán, en la provincia de Gerona, España. En 2003 se establecieron sus límites y se determinó que tiene 6,2 kilómetros cuadrados de extensión. En 2005 poseía una población estable de unos 294 habitantes pudiendo alcanzar en verano casi el triple.
La iglesia parroquial de San Fructuoso, ya mencionada en el testamento de Berenguer Amat en el año 1121, dependió del priorato de Santa Ana de Barcelona hasta la desamortización (primer tercio del siglo XIX). A partir de la iglesia y rodeándola se encuentran construidas las casas del siglo XVII al XIX del núcleo principal de la localidad de origen medieval. En 1995 la Generalidad de Cataluña restauró todo el conjunto de plazas y calles.
El origen del nombre Llufríu podría ser de origen germánico, derivando del nombre de su repoblador (Lotfrid), o bien del latín locum frigidum.
En 2003 se creó una agrupación de vecinos para crear un "Entidad Municipal Descentralizada" (EMD) que vendría a ser uno de los pasos para conseguir, de alguna manera, la independencia del municipio al que pertenece que es Palafrugell.

## Economía
La economía de la localidad se ha basado tradicionalmente en la agricultura y la ganadería, aunque hoy en día, la mayoría de la gente de Llufríu trabaja en Palafrugell en el sector servicios. 

## Barrios
La localidad consta de tres zonas diferenciadas:
- La Barceloneta
- L´estació (en castellano, la estación)
- El núcleo antiguo
- Barri de Roma o Roma

## Comunicaciones
La forma habitual para llegar a Llufríu es por carretera, ya sea con coche propio o con el autobús de línea regular de la empresa SARFA.

## Lugares de interés

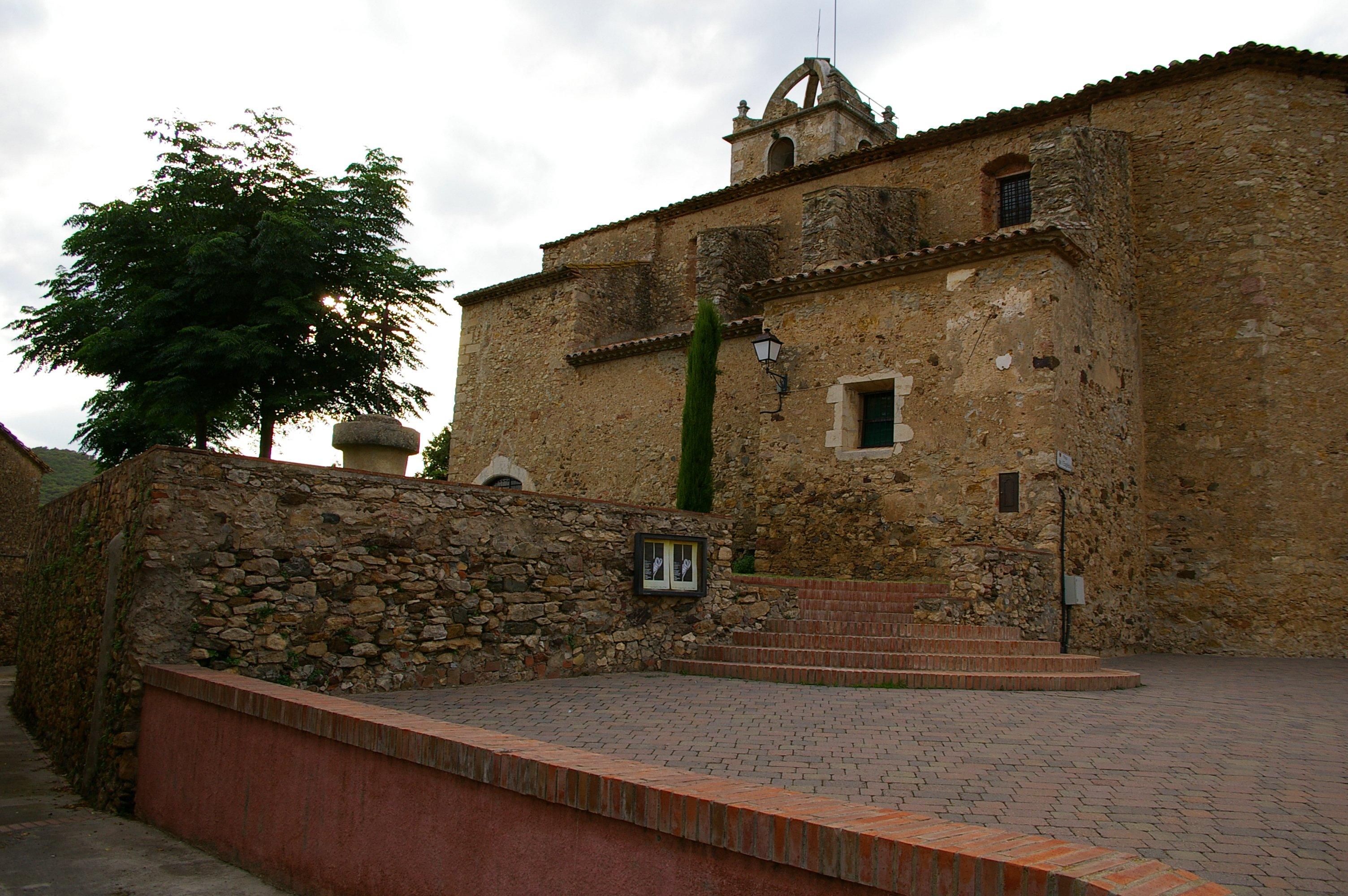
Iglesia de San Fructuoso.

- Iglesia de San Fructuoso, reconstruida en 1751 o XVIII sobre la antigua iglesia románica. Tenía un importante retablo barroco de Pau Costa, destruido durante la Guerra Civil.
- Núcleo antiguo, Interesante conjunto de arquitectura popular, datado entre los siglos XVII al XIX. La casa más antigua de antigüedad conocida data de 1764, al menos es los que hay inscrito en una de sus puertas.
- Cementerio, del 1895 y de estilo neoclásico.
- Font de la teula es una fuente de agua ferruginosa construida en 1907.
- Mas Pla, masía del siglo XVII al XIX
- Mas Romaguera, pequeño palacete que data de 1824.

## Curiosidades
- En el cementerio se encuentra enterrado el escritor Josep Pla.
- Llufríu aparece en el libro Diario de una abuela de verano de Rosa Regàs.